# Fraisier (pâtisserie)
Pour les articles homonymes, voir fraisier (homonymie).
Le fraisier est une pâtisserie à base de fraises, de génoise, de crème mousseline et souvent recouverte d'une mince couche de pâte d'amande (la plupart du temps rose). On peut également le réaliser à base de crème diplomate afin d'obtenir une texture plus aérienne.
Il ne faut pas confondre le fraisier avec la tartelette à la fraise ou la mousse à la fraise.
L'histoire du fraisier remonte à un gâteau créé par Auguste Escoffier à la fin du XIXe siècle à base de fraises fraîches, la recette est présente dans son Guide Culinaire. Cette version initiale a ensuite été modifiée par Pierre Lacam au début des années 1900 qui créa un gâteau à la fraise à base de génoise et avec une touche de kirsch.
Le fraisier que l'on connaît aujourd'hui fut créé en 1966 par Gaston Lenôtre. Il réalisa un gâteau à la fraise à base de génoise imbibée de kirsch, de crème au beurre et de fraises fraîches initialement appelé Bagatelle en référence au jardin de Bagatelle situé dans le Bois de Boulogne en bordure de Paris.